# 山形県の図書館一覧
山形県の図書館一覧（やまがたけんのとしょかんいちらん）とは、山形県にある図書館・図書室を市部・郡部別にまとめたものである（学校図書館を除く）。

## 市部

### 山形市
- 山形県立図書館
- 山形市立図書館
- 山形大学医学部図書館
- 山形大学小白川図書館
- 山形県立保健医療大学附属図書館
- 東北芸術工科大学図書館
- 東北文教大学・東北文教大学短期大学部附属図書館

### 米沢市
- 市立米沢図書館
- 山形大学工学部図書館
- 山形県公立大学法人（米沢女子短期大学・米沢栄養大学）附属図書館

### 鶴岡市
- 鶴岡市立図書館
- 山形大学農学部図書館

#### 専門図書館
- 慶應義塾大学先端生命科学研究所 からだ館

### 酒田市
- 酒田市立図書館
  - 中央図書館
  - ひらた図書センター
  - 八幡分館
  - 松山分館
  - 光丘文庫
- 東北公益文科大学メディアセンター

### 新庄市
- 新庄市立図書館
- 雪の里情報館雪国ライブラリー

### 寒河江市
- 寒河江市立図書館

### 上山市
- 上山市立図書館

### 村山市
- 村山市立図書館

### 長井市
- 長井市立図書館

### 天童市
- 天童市立図書館
- 羽陽学園短期大学附属図書館

### 東根市
- 東根市図書館

### 尾花沢市
- 尾花沢市民図書館

### 南陽市
- 南陽市立図書館

## 郡部

### 東村山郡
中山町
- 中山町立図書館

### 西村山郡
河北町
- 河北町立中央図書館

西川町
- 西川町立図書館

朝日町
- 朝日町立図書館

大江町
- 大江町立図書館

山辺町
- 山辺町中央公民館図書室

### 最上郡
金山町
- 金山町中央公民館図書室

最上町
- 最上町立中央公民館図書室

舟形町
- 舟形町中央公民館図書室

大蔵村
- 大蔵村中央公民館図書室

真室川町
- 真室川町中央公民館図書室

鮭川村
- 鮭川村中央公民館図書室

戸沢村
- 戸沢村中央公民館図書室

### 北村山郡
大石田町
- 大石田町立図書館

### 東置賜郡
高畠町
- 高畠町立図書館

川西町
- 川西町立図書館

### 西置賜郡
白鷹町
- 白鷹町立図書館

飯豊町
- 飯豊町町民総合センター図書室

小国町
- おぐに開発総合センター図書室

### 東田川郡
庄内町
- 庄内町立図書館

三川町
- 三川町公民館図書室

### 飽海郡
遊佐町
- 遊佐町立図書館